# Agnes M. Sigurðardóttir

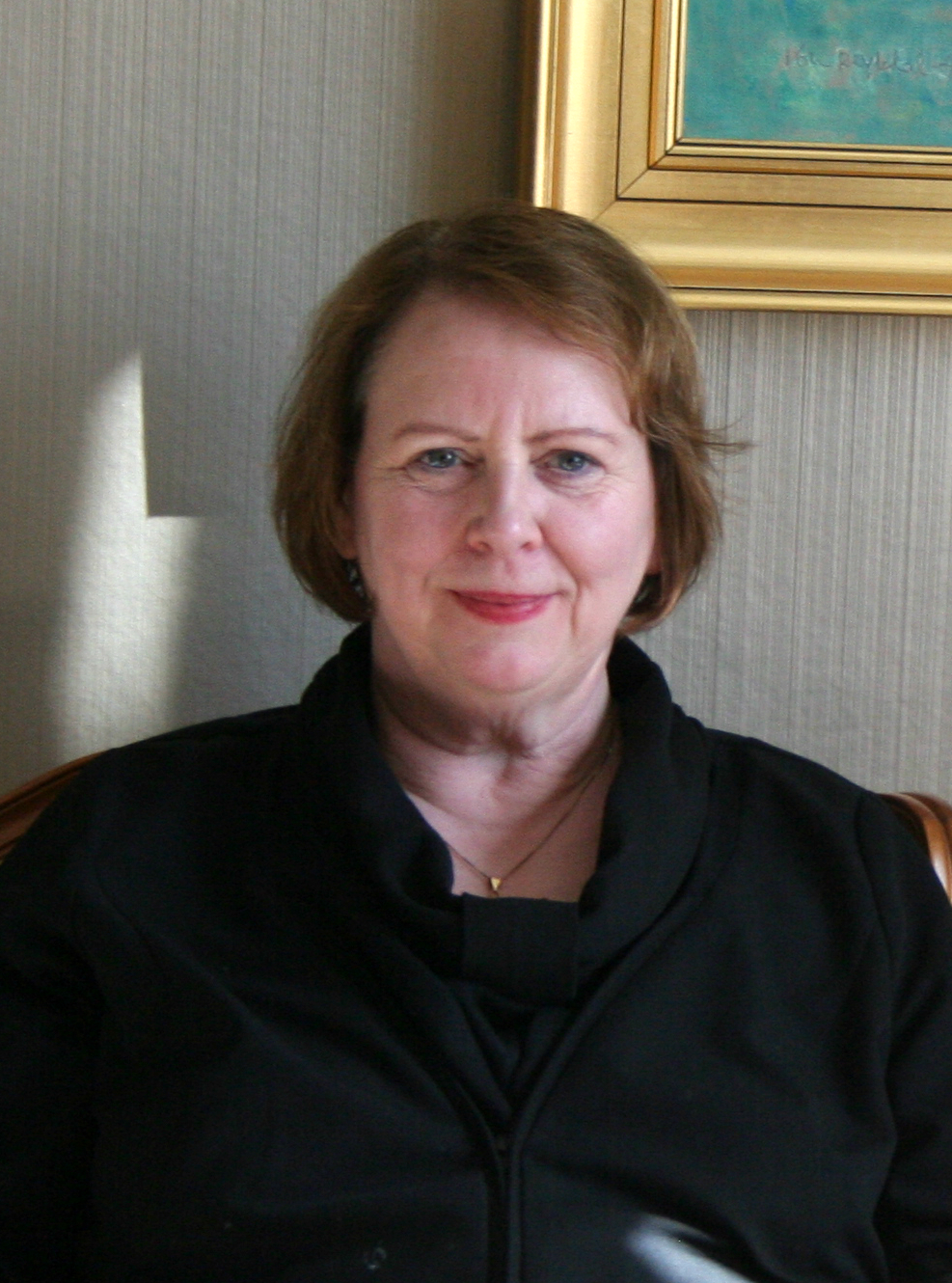
Agnes M. Sigurðardóttir, 2012

Agnes M. Sigurðardóttir (* 19. Oktober 1954 in Ísafjörður) ist eine isländische evangelisch-lutherische Geistliche. Sie war von 2012 bis 2024 Bischöfin der Isländischen Staatskirche.

## Leben
Agnes Sigurðardóttir ist die Tochter des Pfarrers Sigurður Kristjánsson und von Margrét Hagalínsdóttir. Sie wurde 1981 zur Pfarrerin ordiniert und war zunächst in der Jugendarbeit tätig. Als Gemeindepfarrerin arbeitete sie in Hvanneyri (1986 bis 1994) und Bolungarvík. Ab 1996 war sie auch als Regionaldekanin in den Westfjorden tätig.
Sie wurde im Jahre 2012 im zweiten Wahlgang mit 64,3 % der Stimmen zur Bischöfin gewählt und am 24. Juni 2012 in der Hallgrímskirkja in das Bischofsamt eingeführt. Sie war die erste Frau im Bischofsamt der Isländischen Staatskirche.
Ihre Nachfolgerin als Bischöfin der Isländischen Staatskirche ist seit September 2024 Guðrún Karls Helgudóttir
Agnes Sigurðardóttir ist geschieden und hat drei Kinder.